# Diplocaulobium
Diplocaulobium is een geslacht van meer dan honderd soorten orchideeën uit de onderfamilie Epidendroideae. Het geslacht is afgesplitst van Dendrobium.
Het zijn kleine epifytische orchideeën uit tropisch Zuidoost-Azië en Australazië. Ze worden gekenmerkt door zeer opvallende, stervormige, efemere (eendaagse) bloemen.

## Naamgeving enetymologie
- Synoniem: Diplocaulobium Rchb.f. (1825)

De botanische naam Diplocaulobium is een samenstelling van Oudgrieks διπλόος, diploos (dubbel), καυλός, kaulos (stengel) en βίος, bios (leven), wat slaat op twee vormen van de pseudobulben van de typesoort.

## Kenmerken
Diplocaulobium-soorten zijn kleine epifytische of lithofytische planten met meestal kleine, gegroepeerde pseudobulben met solitaire, lijnvormige tot lijnlancetvormige bladeren, een kruipende bloemstengel met één enkele, zeer opvallende bloem.
Enkele soorten (waaronder de typesoort Diplocaulobium nitidissimum) bezitten twee vormen van pseudobulben: slanke, lange, cilindrische pseudobulben die de bloeistengel dragen, en kortere, eivormige, geribte exemplaren met enkel een blad.
De bloemen zijn dikwijls stervormig, met sterk verlengde kelk- en kroonbladen, en zijn soms spectaculair gekleurd. Ze vertonen gesynchroniseerde, efemere (eendaagse) bloei: alle bloemen van een populatie openen zich op dezelfde dag en verwelken ook diezelfde dag.

## Habitaten verspreiding
Diplocaulobium-soorten groeien op bomen in warme laagland- tot koele montane regenwouden van Zuidoost-Azië en Australazië, voornamelijk in het Maleisië, de Filipijnen, Australië, Nieuw-Guinea en de eilanden van de Grote Oceaan.

## Taxonomie
Diplocaulobium werd voorheen ingedeeld als sectie van het geslacht Dendrobium. Het is tot geslacht gepromoveerd door Kraenzlin.
Het geslacht telt in de meest recent geaccepteerde taxonomie meer dan honderd soorten. De typesoort is Diplocaulobium nitidissimum.

### Soortenlijst
- Diplocaulobium abbreviatum (Schltr.) A.D.Hawkes (1957)
- Diplocaulobium aduncilobum  (J.J.Sm.) P.F.Hunt & Summerh. (1961)
- Diplocaulobium ajoebii  (J.J.Sm.) P.F.Hunt & Summerh. (1961)
- Diplocaulobium angustitepalum  W.K.Harris & M.A.Clem. (2002)
- Diplocaulobium arachnoideum  (Schltr.) Carr (1934)
- Diplocaulobium araneola  (Schltr.) Carr (1934)
- Diplocaulobium aratriferum  (J.J.Sm.) P.F.Hunt & Summerh. (1961)
- Diplocaulobium aureicolor  (J.J.Sm.) A.D.Hawkes (1957)
- Diplocaulobium begaudii  Cavestro (2001)
- Diplocaulobium bicolor  P.J.Cribb & B.A.Lewis (1991)
- Diplocaulobium bidentiferum  (J.J.Sm.) Kraenzl. (1910)
- Diplocaulobium brevicolle  (J.J.Sm.) Kraenzl. (1910)
- Diplocaulobium cadetioides  (Schltr.) A.D.Hawkes (1957)
- Diplocaulobium carinulatidiscum  (J.J.Sm.) A.D.Hawkes (1957)
- Diplocaulobium carolinense  A.D.Hawkes (1952)
- Diplocaulobium centrale  (J.J.Sm.) P.F.Hunt & Summerh. (1961)
- Diplocaulobium cervicaliferum  (J.J.Sm.) P.F.Hunt & Summerh. (1961)
- Diplocaulobium chrysotropis  (Schltr.) A.D.Hawkes (1957)
- Diplocaulobium clemensiae  (Ames) A.D. Hawkes (1957)
- Diplocaulobium compressicolle  (J.J.Sm.) P.F.Hunt & Summerh. (1961)
- Diplocaulobium confluens  (J.J.Sm.) S.Thomas, Schuit. & de Vogel (2002)
- Diplocaulobium connexicostatum  (J.J.Sm.) P.F.Hunt & Summerh. (1961)
- Diplocaulobium copelandii  (F.M.Bailey) P.F.Hunt (1971)
- Diplocaulobium crenulatum  (J.J.Sm.) Kraenzl. (1910)
- Diplocaulobium cyclobulbon  (Schltr.) A.D.Hawkes (1957)
- Diplocaulobium dendrocolla  (J.J.Sm.) Kraenzl. (1910)
- Diplocaulobium dichrotropis  (Schltr.) A.D.Hawkes (1957)
- Diplocaulobium dilatatocolle  (J.J.Sm.) Kraenzl. (1910)
- Diplocaulobium ditschiense  (J.J.Sm.) P.F.Hunt & Summerh. (1961)
- Diplocaulobium ecolle  (J.J.Sm.) Kraenzl. (1910)
- Diplocaulobium elongaticolle  (Schltr.) A.D.Hawkes (1952)
- Diplocaulobium fariniferum  (Schltr.) Carr (1934)
- Diplocaulobium filiforme  Kraenzl. (1910)
- Diplocaulobium fililobum  (F. Muell.) Kraenzl. (1910)
- Diplocaulobium flavicolle  (Schltr.) A.D.Hawkes (1952)
- Diplocaulobium franssenianum  (J.J.Sm.) A.D.Hawkes (1957)
- Diplocaulobium gibbiferum  (J.J.Sm.) A.D.Hawkes (1957)
- Diplocaulobium glabrum  (J.J.Sm.) Kraenzl. (1910)
- Diplocaulobium gracilentum  (Schltr.) Kraenzl. (1910)
- Diplocaulobium gracilicolle  (Schltr.) W.Kittr. (1984)
- Diplocaulobium grandiflorum  Ridl. (1916)
- Diplocaulobium guttulatum  (Schltr.) A.D.Hawkes (1957)
- Diplocaulobium humile  Ridl. (1916)
- Diplocaulobium hydrophilum  (J.J.Sm.) Kraenzl. (1910)
- Diplocaulobium iboense  (Schltr.) A.D.Hawkes (1957)
- Diplocaulobium inauditum  (Rchb.f.) Kraenzl. (1910)
- Diplocaulobium inconstans  (J.J.Sm.) Kraenzl. (1910)
- Diplocaulobium ischnopetalum  (Schltr.) Kraenzl. (1910)
- Diplocaulobium ischnophyton  (Schltr.) A.D.Hawkes (1963)
- Diplocaulobium isthmiferum  (J.J.Sm.) P.F.Hunt & Summerh. (1961)
- Diplocaulobium jadunae  (Schltr.) A.D.Hawkes (1957)
- Diplocaulobium janowskyi  (J.J.Sm.) P.F.Hunt & Summerh. (1961)
- Diplocaulobium kirchianum  (A.D.Hawkes & A.H.Heller) P.F.Hunt & Summerh. (1961)
- Diplocaulobium lageniforme  (J.J.Sm.) Kraenzl. (1910)
- Diplocaulobium linearifolium  Ridl. (1916)
- Diplocaulobium longicolle  (Lindl.) Kraenzl. (1910)
- Diplocaulobium magnilabre  P.J.Cribb & B.A.Lewis (1991)
- Diplocaulobium mamberamense  (J.J.Sm.) A.D.Hawkes (1957)
- Diplocaulobium masonii  (Rupp) Dockrill (1965)
- Diplocaulobium mekynosepalum  (Schltr.) Kraenzl. (1910)
- Diplocaulobium minjemense  (Schltr.) A.D.Hawkes (1957)
- Diplocaulobium mischobulbum  (Schltr.) A.D.Hawkes (1957)
- Diplocaulobium nitidicolle  (J.J.Sm.) P.F.Hunt & Summerh. (1961)
- Diplocaulobium nitidissimum  (Rchb.f.) Kraenzl. (1910)
- Diplocaulobium noesae  (J.J.Sm.) J.B.Comber (1990)
- Diplocaulobium obyrnei  W.K.Harris (1997)
- Diplocaulobium opilionites  (Schltr.) A.D.Hawkes (1963)
- Diplocaulobium ou-hinnae  (Schltr.) Kraenzl. (1910)
- Diplocaulobium papillilabium  (J.J.Sm.) P.F.Hunt & Summerh. (1961)
- Diplocaulobium pentanema  (Schltr.) Kraenzl. (1910)
- Diplocaulobium phalangillum  (J.J.Sm.) Kraenzl. (1910)
- Diplocaulobium phalangium  (Schltr.) Kraenzl. (1910)
- Diplocaulobium pililobum  (J.J.Sm.) P.F.Hunt & Summerh. (1961)
- Diplocaulobium platyclinoides  (J.J.Sm.) P.F.Hunt & Summerh. (1961)
- Diplocaulobium pulvilliferum  (Schltr.) A.D.Hawkes (1957)
- Diplocaulobium recurvifolium  (J.J.Sm.) A.D.Hawkes (1957)
- Diplocaulobium regale  (Schltr.) A.D.Hawkes (1957)
- Diplocaulobium ridleyanum  (Schltr.) W.Kittr. (1984)
- Diplocaulobium savannicola  (Schltr.) A.D.Hawkes (1957)
- Diplocaulobium schouteniense  (J.J.Sm.) A.D.Hawkes (1957)
- Diplocaulobium scotiiforme  (J.J.Sm.) P.F.Hunt & Summerh. (1961)
- Diplocaulobium sepikanum  (Schltr.) P.F.Hunt (1971)
- Diplocaulobium sitanalae (J.J.Sm.) P.F.Hunt & Summerh. (1961)
- Diplocaulobium solomonense  Carr (1934)
- Diplocaulobium stelliferum  (J.J.Sm.) A.D.Hawkes (1957)
- Diplocaulobium stenophyton  (Schltr.) P.F.Hunt & Summerh. (1961)
- Diplocaulobium subintegrum  P.J. Cribb & B.A.Lewis (1991)
- Diplocaulobium sublobatum  (J.J.Sm.) P.F.Hunt & Summerh. (1961)
- Diplocaulobium tentaculatum  (Schltr.) Kraenzl. (1910)
- Diplocaulobium textile  (J.J.Sm.) P.F.Hunt & Summerh. (1961)
- Diplocaulobium tipula  (J.J.Sm.) Kraenzl. (1910)
- Diplocaulobium tipuliferum  (Rchb.f.) Kraenzl. (1910)
- Diplocaulobium tortitepalum  (J.J.Sm.) A.D.Hawkes (1957)
- Diplocaulobium tropidophorum  (Schltr.) A.D.Hawkes (1957)
- Diplocaulobium tuberculatum  (J.J.Sm.) P.F.Hunt & Summerh. (1961)
- Diplocaulobium utile  (J.J.Sm.) Kraenzl. (1910)
- Diplocaulobium validicolle  (J.J.Sm.) Kraenzl. (1910)
- Diplocaulobium vanilliodorum  (J.J.Sm.) A.D.Hawkes (1957)
- Diplocaulobium vanleeuwenii  (J.J.Sm.) P.F.Hunt & Summerh. (1961)
- Diplocaulobium xanthocaulon  (Schltr.) A.D.Hawkes (1957)